# Tucholski Park Krajobrazowy
Tucholski Park Krajobrazowy je krajinný park (chráněná krajinná oblast) vyhlášená v roce 1985 zabírající 36 983 ha, hydrografickou osu CHKO tvoří řeka Brda s četnými meandry porostům dominují borové lesy.
- Prostor CHKO v Kujavsko-pomořském vojvodství 256,60 km² – ochranné pásmo CHKO 120,59 km².
- Prostor CHKO v Pomořském vojvodství (okres Chojnice) 113,23 km² – ochranné pásmo CHKO 38,87 km².

## Přírodní rezervace v Tucholské CHKO

### V prostoru vojvodství Pomorského
- Rezerwat przyrody Cisy nad Czerską Strugą
- Rezerwat przyrody Ustronie

### V prostoru vojvodství Kujawsko-pomorského
- Rezerwat przyrody Bagna nad Stążką
- Rezerwat przyrody Bagno Grzybna
- Rezerwat przyrody Dolina Rzeki Brdy
- Rezerwat przyrody Jeziorka Kozie
- Rezerwat przyrody Jezioro Zdręczno
- Rezerwat przyrody Źródła Rzeki Stążki